# Sântana de Mureș
Sântana de Mureș (węg. Marosszentanna) – wieś w Rumunii, w okręgu Marusza, w gminie Sântana de Mureș. W 2011 roku liczyła 3441 mieszkańców.